# 酋长山
酋長山（英語：Chief Mountain、黑腳語: Ninaistako)海拔9,085英尺（2,769公尺） ，位於美國蒙大拿州冰河國家公園和黑脚印第安人保留地的東部邊界。這座山是落磯山脈前緣最突出的山峰之一，是一條200英里（320公里）長的逆斷層，被稱為劉易斯逆斷層，從蒙大拿州中部延伸到加拿大亞伯達省南部。